# Christian Andersson (kyrkoherde)
Christian Andersson, född 8 mars 1747 i Ekebyborna socken, död 28 november 1819 i Högby socken, var en svensk präst i Högby församling.

## Biografi
Christian Andersson föddes 8 mars 1747 i Ekebyborna socken. Han var son till kronolänsmannen Peter Andersson och Brita Schotte. Andersson blev 1769 student vid Lunds universitet och prästvigdes 15 november 1772. Han blev 3 december 1794 komminister i Hogstads församling och tillträdde 1795. Andersson blev 10 augusti 1803 kyrkoherde i Högby församling och tillträdde 1805. Han avled 28 november 1819 i Högby socken.

### Familj
Andersson gifte sig 27 april 1797 med Maria Charlotta Zerl (1761–1831). Hon var dotter till kyrkoherden Gabriel Zerl i Högby socken. De fick tillsammans barnen Brita Johanna (1798–1798), Gabriel Zerl (1800–1840) och Jakob Axel Zerl (1802–1849).